# Office central de lutte contre le crime organisé
L’Office central de lutte contre le crime organisé (O.C.L.C.O.) è un servizio della direzione centrale della polizia giudiziaria francese responsabile per la lotta alla criminalità organizzata.
Questo servizio è nato nel 2006 in sostituzione dell'Ufficio Centrale per la Repressione al banditismo (Office Central pour la Répression du Banditisme  o in sigla O.C.R.B.).

## Capi
- da ottobre 1973 a dicembre 1975: Joseph le Bruchec
- da dicembre 1976 al 2 febbraio 1981: Lucien Aimé-Blanc
- da febbraio 1981 al 21 febbraio 1982: Charles Pellegrini
- da febbraio 1982 al 18 luglio 1983: Georges Moréas
- da luglio 1983 al 2 maggio 1986: Georges Nicolaï
- da maggio 1986 al 18 maggio 1987: Gérard Girel
- da maggio 1987 a luglio 1993: Paul Leray
- da luglio 1993 a dicembre 1999: Jean-Gustave Paulmier
- da dicembre 1999 a settembre 2006: Hervé Lafranque
- -2010: Philippe Veroni
- Dopo il 2010: Franck Douchy
- Dopo il novembre 2014: Frédéric Doidy